# Municipio de Comalcalco
El municipio de Comalcalco es un municipio del estado mexicano de Tabasco, es el tercer municipio en importancia económica así como en población del estado de Tabasco el cual se encuentra localizado en la región del río Grijalva y en la subregión de la Chontalpa.  A este municipio también se le hace llamar popularmente, "La Perla de la Chontalpa".
Su cabecera municipal es la ciudad de Comalcalco y cuenta con una división constituida, además, por 16 colonias urbanas circundantes, 30 ejidos, 90 rancherías, 2 poblados, 5 fraccionamientos, 3 villas y 2 ciudades.
Su extensión es de 723,19 km², los cuales corresponden al 2,95% del total del estado. Esto coloca al municipio en el décimo lugar en extensión territorial. Colinda al norte con el municipio de Paraíso, al sur con los municipios de Cunduacán y Jalpa de Méndez, al este limita con los municipios de Paraíso y Jalpa de Méndez, y al oeste con el municipio de Cárdenas, el municipio de Comalcalco no tiene costa marítima según datos del INEGI.
Comalcalco es y ha sido un municipio eminentemente agrícola, siendo el primer productor de cacao y chocolate de la República Mexicana; aun cuando Petróleos Mexicanos cuenta con muy importantes instalaciones y pozos en producción en el municipio, Comalcalco no ha perdido su fisonomía ni ha dejado de ser un municipio agrícola.

## Toponimia
Su nombre proviene del vocablo náhuatl Comalli-calli-co, donde Comalli= comal, calli= casa, y co= terminación toponímica, lo que se traduce como "casa de los comales". 

## Historia

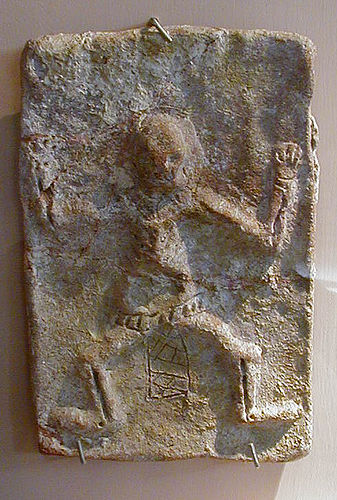
Ladrillo grabado, usado en la construcción de la ciudad maya de Comalcalco

De acuerdo con las investigaciones del arqueólogo Ponciano Salazar Ortegón, la ciudad maya de Comalcalco registró su máximo esplendor entre los años 600 a. C. a 900 d. C., siendo abandonada abruptamente.
En 1525, en su viaje a Las Hibueras (Honduras), el conquistador Hernán Cortés pasó por el territorio del hoy municipio de Comalcalco, llegando a lo que en ese entonces los españoles llamaban Provincia de Cupilco o Cupilcom la cual según Cortés estaba en paz.
En el año de 1557, comienza la actividad de los piratas en las costas tabasqueñas, y la región de la Chontalpa se vio azotada por el pirata inglés Laurens Cornelis Boudewijn de Graaf, conocido como "Lorencillo", quien remontando los ríos, llegaba hasta las poblaciones de Comalcalco, Jalpa y Nacajuca y constituyó una calamidad para los habitantes de la región.
En las incursiones corsarias se violaban a las mujeres, saqueaban las iglesias, tomaban esclavos, robaban animales, mataban a quienes se resistían, cabe señalar que por este río se extraían maderas preciosas las que se llevaban a Europa.
Debido a los constantes ataques de los piratas por la Chontalpa (entre finales del siglo XVI y finales del siglo XVIII), y a lo inhóspito de las tierras bajas, los conquistadores españoles no pudieron colonizar completamente esta región, por lo que aún hoy la presencia indígena de los mayas chontales es robusta, a diferencia de las otras regiones de Tabasco de mayoría blanca o mestiza.
Para terminar de una vez por todas, los habitantes de la Chontalpa, decidieron tapar el cauce del río Mezcalapa y desviar las aguas hacia un brazo del río Grijalva, con lo que el río disminuyó considerablemente su caudal. Al paso del tiempo a ese cause semiseco se le llamó "río Seco".
Razón por la cual, para repeler los ataques corsarios, los lugareños chontales se vieron obligados a bloquear con grandes árboles el río seco en su nacimiento con el río Mezcalapa o Mazapa, en la actual Cárdenas, el lugar exacto es desconocido, esto ocasionó que el nivel del río descendiera, con lo cual se creó un islote que permitía en tiempo de secas, cruzar sin tantos contratiempos, en él se establecieron varios vecinos, con lo cual evitaban el uso de los llamado "pasos" lugares concurridos por los viajantes para atravesar el "río Seco", de ahí los nombre fueran vinculados con alguna seña afín al lugar, es por ello los nombres: El Paso del Tulipán, La Pasadita, El Paso de Nanchito.

### Decreto de municipalidad
La hoy Ciudad de Comalcalco fue fundada el 27 de octubre de 1827, según Decreto del H. Congreso del Estado de fecha 25 de octubre y firmado por Juan Mariano Sale, Diputado Presidente y Antonio Solana y Fausto Gordillo Diputados Secretarios; siendo publicado y hecho circular por Marcelino Margalli, gobernador del Estado y José Mariano Troncoso como secretario, el 27 de octubre de 1827.
El pueblo, localizado en la ranchería río Seco del municipio de Jalpa (hoy de Méndez), quedó situado en la isla que se encuentra en el centro del río; fue denominado "San Isidro de Comalcalco".
El 14 de noviembre de 1834 se crea el Primer Ayuntamiento de Comalcalco o lo que es igual, se eleva a municipio San Isidro de Comalcalco, incluyendo en su jurisdicción lo que hoy es el municipio de Paraíso.
Decreto del 14 de noviembre de 1834.
El gobernador del estado, a sus habitantes sabed: que el Congreso ha decretado lo siguiente: atendiendo a las particulares circunstancias de que se haya adornado el Pueblo Nuevo de San Isidro Comalcalco, según está acreditado por el expediente presentado por el gobernador, deseoso de facilitar la más pronta administración de justicia así a éste como a sus pueblos, inmediatamente vecinos, ha venido en decretar lo siguiente:
Artículo 1: Se concede al Pueblo Nuevo de San Isidro Comalcalco la creación de su ayuntamiento constitucional.
Artículo 2: Quedan anexos al referido Comalcalco los pueblos de Tecoluta de las montañas, Cupilco, Paraíso y Chichicapa con todas sus correspondientes riberas.
Artículo 3: Para la instalación del nuevo ayuntamiento se observará cuanto al efecto previene la constitución del estado, capítulo 9.º Sección 1.ª, de los ayuntamientos constitucionales, presidiendo la junta primera el presidente de la actual junta de policía del citado Comalcalco.
Lo tendrá atendido el gobernador del Estado.
San Juan Bautista, 14 de noviembre de 1834.
Juan I. Marchena, diputado presidente.
Juan Manuel Torres, diputado secretario.
Encarnación Prats, diputado secretario.
Por tanto, mando a todos los habitantes del Estado, que cumplan, y a todas las autoridades, que hagan cumplir la presente ley en todas sus partes, a cuyo efecto, imprímase, publíquese y circúlese.
San Juan Bautista, 14 de noviembre de 1834.
Narciso Santa María. Esteban Foucher, Srio.
Con el decreto anterior, Comalcalco tuvo territorialidad convirtiéndose en municipio. El primer Ayuntamiento estuvo presidido, según disposición constitucional, por quien fungía como presidente de la junta de policía.
El 8 de octubre de 1864, el coronel Gregorio Méndez Magaña se levanta en armas en la villa de Comalcalco, en contra de los invasores franceses, pero es derrotado al día siguiente, y viaja a la ciudad de Cárdenas, en donde se une a las fuerzas del coronel Andrés Sánchez Magallanes quien era el capitán de la "Guardia Nacional de Cárdenas".
Ya mejor organizados, Gregorio Méndez y sus hombres, marchan de nuevo a la villa de Comalcalco a donde entran el 20 de octubre de ese mismo año, instalando ahí su cuartel general, reclutando voluntarios y adiestrando a su tropa.
Según decreto de la Constitución Política del Estado de Tabasco, el 4 de octubre de 1883, se segrega la parte norte del municipio de Comalcalco, para formar el nuevo municipio de Paraíso. Y el 21 de diciembre de 1883, según la Ley Orgánica de División Territorial del Estado, Comalcalco es uno de los 17 municipios que conforman el estado de Tabasco.
Durante la Revolución mexicana en Tabasco, el 21 de abril de 1911 al mediodía, se sucedió en la villa de Aldama, el llamado "combate de Aldama", en el que se enfrentaron unos 1,000 hombres de las fuerzas de Ignacio Gutiérrez Gómez contra 300 elementos del ejército federal. A pesar de su superioridad numérica, este combate, resultaría desastroso para los revolucionarios, propiciado por la cobardía o indecisión de Domingo C. Magaña. El hecho más lamentable en esta derrota, fue la muerte del revolucionario tabasqueño Ignacio Gutiérrez Gómez.

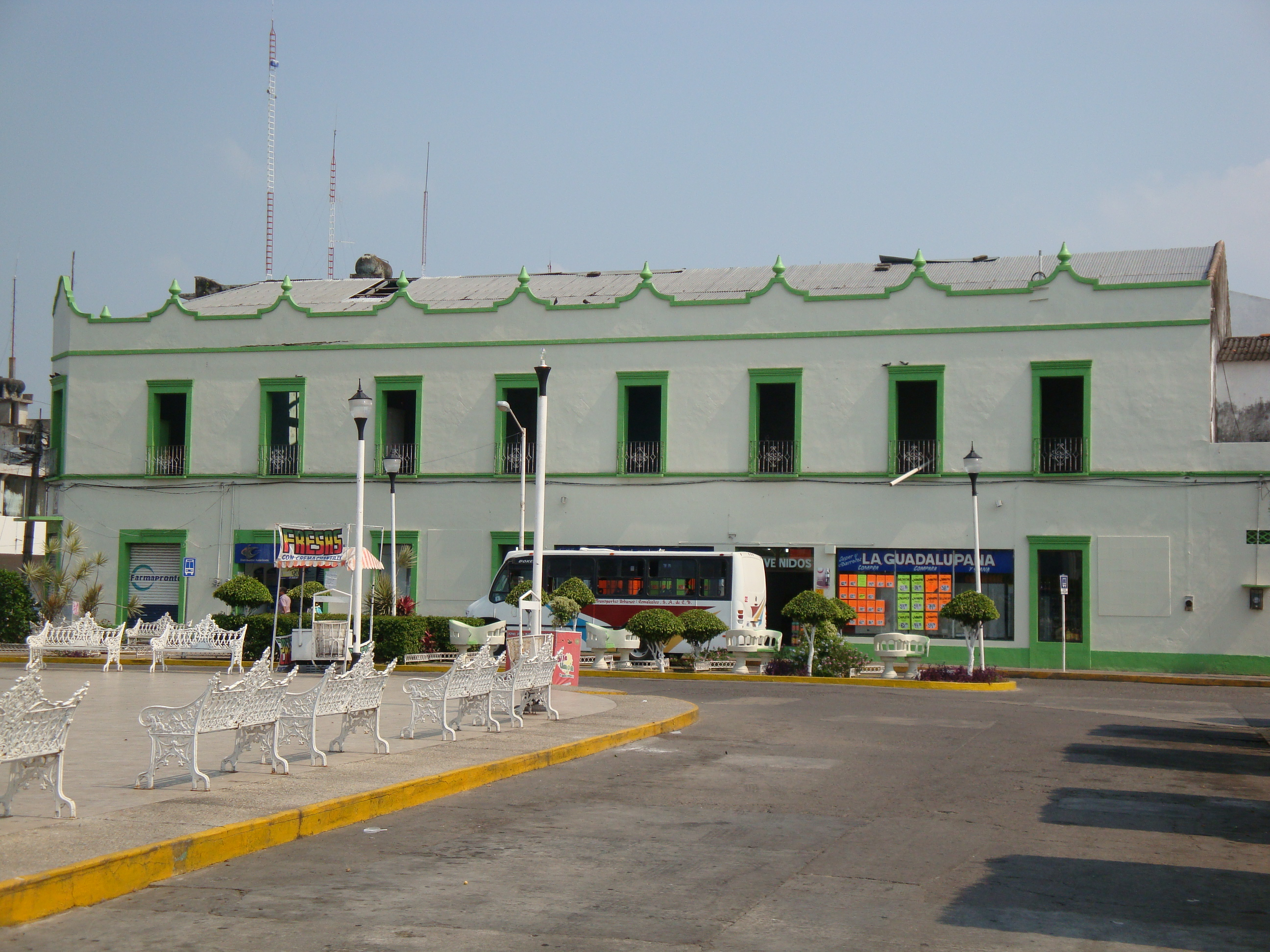
Edificio antiguo frente al parque principal, ciudad de Comalcalco.

## Geografía
| Noroeste: Paraíso  | Norte: Paraíso            | Nordeste: Paraíso               |
| Oeste: Cárdenas    |                           | Este: Paraíso y Jalpa de Méndez |
| Suroeste: Cárdenas | Sur: Cunduacán y Cárdenas | Sureste: Jalpa de Méndez        |

### Orografía
La orografía del municipio es plana con ligeras pendientes en dirección a la costa y escasas elevaciones que no sobrepasan los 40 m s. n. m.

### Hidrografía
La conforman los ríos Cuxcuxapa, Seco, Tular y Cocohital.

### Clima
El municipio es cálido húmedo con abundantes lluvias en verano, tiene una temperatura media anual de 26.4 °C, siendo la máxima media mensual en mayo con 34.5 °C, y la mínima media en diciembre y enero con 22 °C.
El régimen de precipitaciones se caracteriza por un total de caída de agua de 2052 mm con un promedio máximo mensual de 342 ml en el mes de septiembre y una mínima mensual de 6 mm en el mes de abril.
Las mayores velocidades del viento se concentran en los meses de noviembre y diciembre con velocidades que alcanzan los 30 km/h. presentándose en junio las menores, con velocidades de 18 km/h.
De acuerdo con la carta de clima editada por S.P.P Villahermosa del sistema de clasificación climática de Köppen; el municipio tiene clima Am cálido-húmedo con lluvias, con una temperatura media anual de 26.4 °C; la temperatura máxima absoluta se presenta en el mes de mayo con 30.5 °C y la mínima mensual de 22 °C en el mes de enero.
Según informes de la Comisión Nacional del Agua publicados en el Cuaderno Estadístico Municipal edición 1998, el promedio anual de lluvias es de 2,675.2 ml.
La humedad relativa promedio anual se estima en 82%, con máxima 86% en enero y febrero y desciende hasta 77% en el mes de mayo.

### Flora y fauna
Las especies de flora más preciadas y aprovechadas como cultivos son: 
- Cacao
- Coco
- Pimienta
- Naranja
- Limón
- Papaya
- Maíz
- Mango

La fauna silvestre está constituida principalmente por:
- Iguanas
- Tlacuaches
- Ardillas
- Conejos
- Tuzas
- Tortugas
- Muy escasa presencia del mono araña y del saraguato

Las aves que más se observan son:
- Garzas
- Zopilotes
- Zanates
- Patos
- Pijijes
- Pericos
- Pájaro carpintero
- Palomas

Existen haciendas cacaoteras en la región donde se produce el chocolate de manera artesanal, una de ellas, la más conocida es la denominada “Hacienda La Luz” ubicada en el primer cuadro de la ciudad de Comalcalco en la que se procura la conservación de las especies y cuenta con jardines de flora exótica además de que cuenta con el primer museo del Chocolate en Latinoamérica.

## Economía

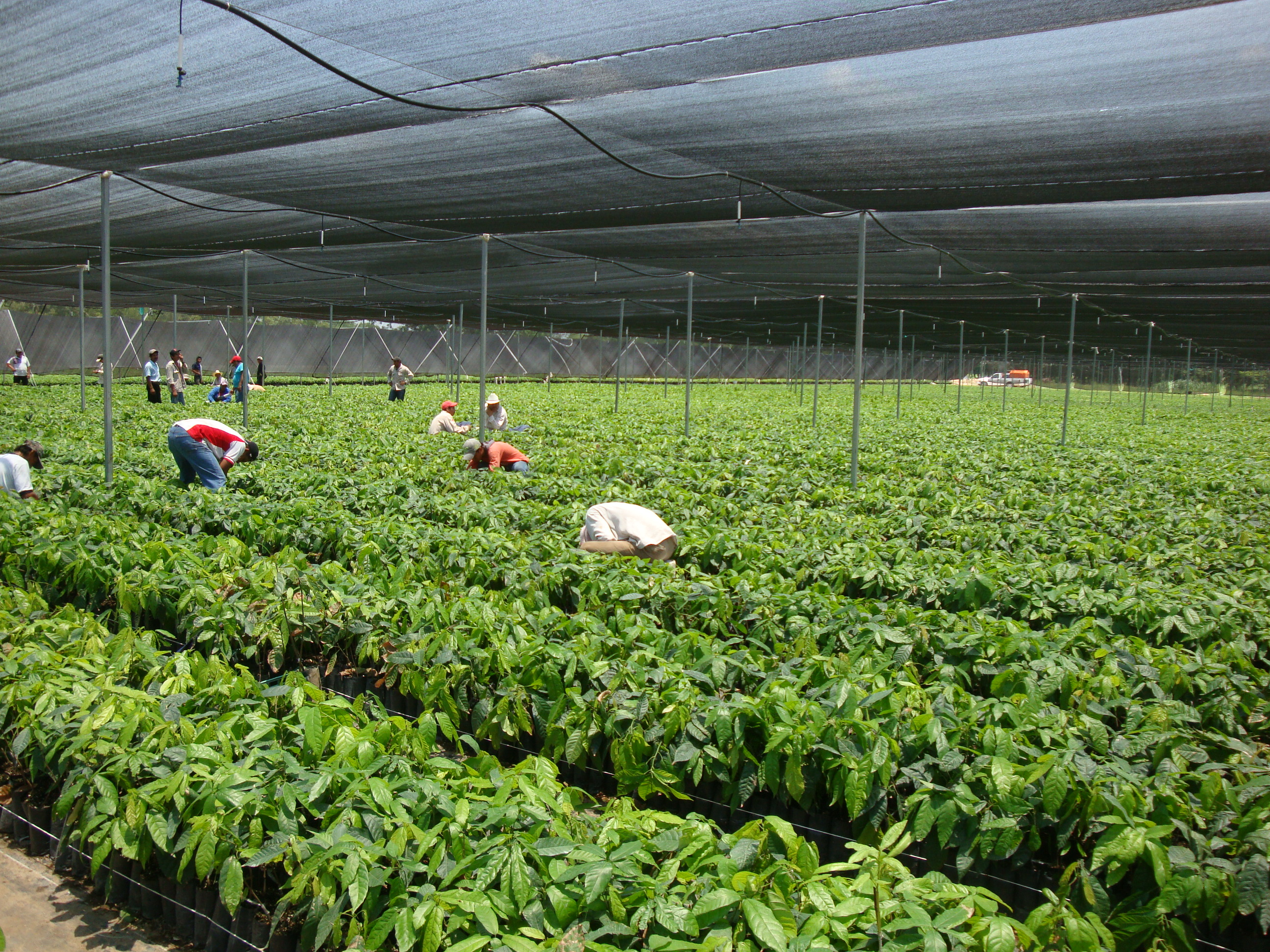
Invernadero de cacao en donde se producen plantas con ingertos para mejorar la producción.

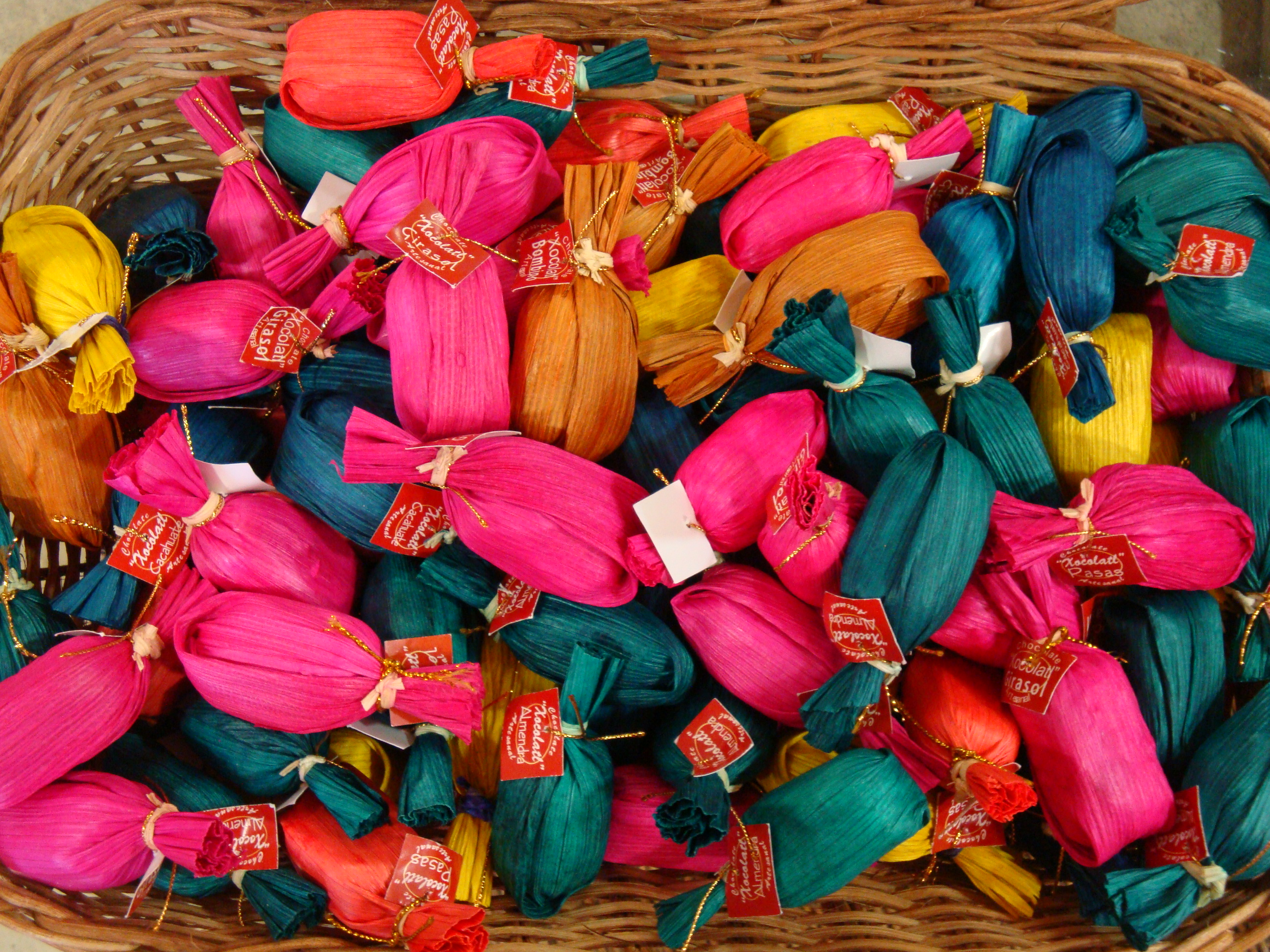
Comalcalco produce uno de los mejores chocolates del mundo.

La economía del municipio está impulsada principalmente por el cultivo del cacao, al ser Comalcalco el primer productor nacional de este fruto. También el petróleo ocupa un lugar importante al ser uno de los mayores productores de este energético, por lo que Pemex tiene una gran cantidad de instalaciones y pozos productores.

### Agricultura
El municipio de Comalcalco es el principal productor de cacao a nivel nacional, en el año 2000, el cultivo de esta fruta, representaba el 60% del total de hectáreas destinadas a uso agrícola en el municipio.
Otros productos que se cultivan en el municipio son: Caña de azúcar, maíz, frijol, coco y papaya.

### Ganadería
La ganadería es otro sector importante en la economía local practicándose esta actividad de manera extensiva. Según el INEGI, en 1997 existían 36 409 bovinos; 22 244 porcinos; 2,713 ovinos; 3,371 equinos y 186 542 aves de corral.

### Industria
La explotación petrolera es la actividad industrial más relevante, tanto por el ingreso como por los empleos que genera. En la cabecera municipal se localiza la oficina de superintendencia de PEMEX región Comalcalco, con 19 corredores de una longitud de 134 + 154 kilómetros de gasoducto y oleoductos, el municipio de Comalcalco se ubica entre los que cuenta con un mayor número de instalaciones petroleras. Uno de los corredores de línea más importantes que podemos mencionar es las baterías El Golpe I y II, Santuario, Tupilco I y II,  Planta Deshidratadora El Golpe, estaciones de compresión: Castarical, El Golpe, Santuario y Tupilco. Además de existir cientos de pozos productores, entre los que se encuentran los campos petroleros: El Golpe, Castarrical, Santuario, Tupilco y Chinchorro.

## Demografía
De acuerdo a los resultados del Censo de Población y Vivienda de 2020 realizado por el Instituto Nacional de Estadística y Geografía, la población total del municipio es de 214 877 habitantes, lo que representa un crecimiento promedio de 1.1% anual en el período 2010-2020 sobre la base de los 192 802 habitantes registrados en el censo anterior. Al año 2020 la densidad del municipio era de 279,7 hab/km².
| Gráfica de evolución demográfica de Comalcalco entre 2000 y 2020  |
|                                                                   |
| Fuente: Instituto Nacional de Estadística Geografía e Informática |

El 49% de los habitantes eran hombres y el 51% eran mujeres. El 94.3% de los habitantes mayores de 15 años (145 378 personas) estaba alfabetizado. Un pequeño porcentaje de la población, (1287 personas), es indígena.
En el año 2010 estaba clasificado como un municipio de grado muy bajo de vulnerabilidad social, con el 18.89% de su población en estado de pobreza extrema. Según los datos obtenidos en el censo de 2020, la situación de pobreza extrema afectaba al 11.8% de la población (28 259 personas).

### Principales localidades
Según datos del censo de 2010 la población del municipio se concentraba en 118 localidades.
La información relevada en el censo de 2020 señala que las localidades más pobladas son:
| Localidad                                          | Población 2010 | Población 2020 |
| Total Municipio                                    | 192 802        | 214 877        |
| Aldama                                             | 5237           | 5482           |
| Arena 1.ª Sección                                  | 3053           | 3595           |
| Arena 2.ª Sección                                  | 1850           | 2011           |
| Chichicapa                                         | 7091           | 7700           |
| Cocohital                                          | 2674           | 2939           |
| Comalcalco (Cabecera del Municipio)                | 41 458         | 43 035         |
| Cupilco                                            | 2136           | 2811           |
| Emiliano Zapata 1.ª Sección                        | 2325           | 2382           |
| Gregorio Méndez 1.ª Sección                        | 2234           | 2784           |
| José María Pino Suárez 1.ª Sección                 | 1961           | 2034           |
| Lagartera                                          | 2721           | 3258           |
| León Zárate 1.ª Sección                            | 2250           | 2600           |
| Miguel Hidalgo                                     | 5397           | 6041           |
| Norte 2.ª Sección                                  | 2131           | 2422           |
| Occidente 1.ª Sección                              | 2023           | 2213           |
| Paso de Cupilco                                    | 2418           | 2916           |
| Reyes Hernández 1.ª Sección                        | 2080           | 2402           |
| Reyes Hernández 2.ª Sección                        | 3294           | 4101           |
| Santa Lucía Chichicapa (Fraccionamiento la Quinta) | 774            | 2122           |
| Sargento López 1.ª Sección                         | 2710           | 3097           |
| Tecolutilla                                        | 10 637         | 10 734         |
| Zapotal 2.ª Sección                                | 1952           | 2327           |

## Medios de comunicación
Se cuenta con medios de comunicación locales: una radiodifusora: XEVX-AM 570 kHz La Voz de la Chontalpa; periódicos semanarios y quincenarios: El Chompipe, El Alacrán, Golfo de México y Cámara de la Chontalpa; se recibe además información a través de estaciones de radio y periódicos de la capital del estado y de la televisión estatal y nacional, sistemas de Cable Sur, SKY y Dish. Cuenta con terminales de autobuses de primera y segunda clases, 9 oficinas de correo (2 administraciones, 3 expendios y 4 oficinas públicas), 2 oficinas de red telegráfica, telefonía celular, telefonía automática rural y radio telefonía.

## Vías de comunicación

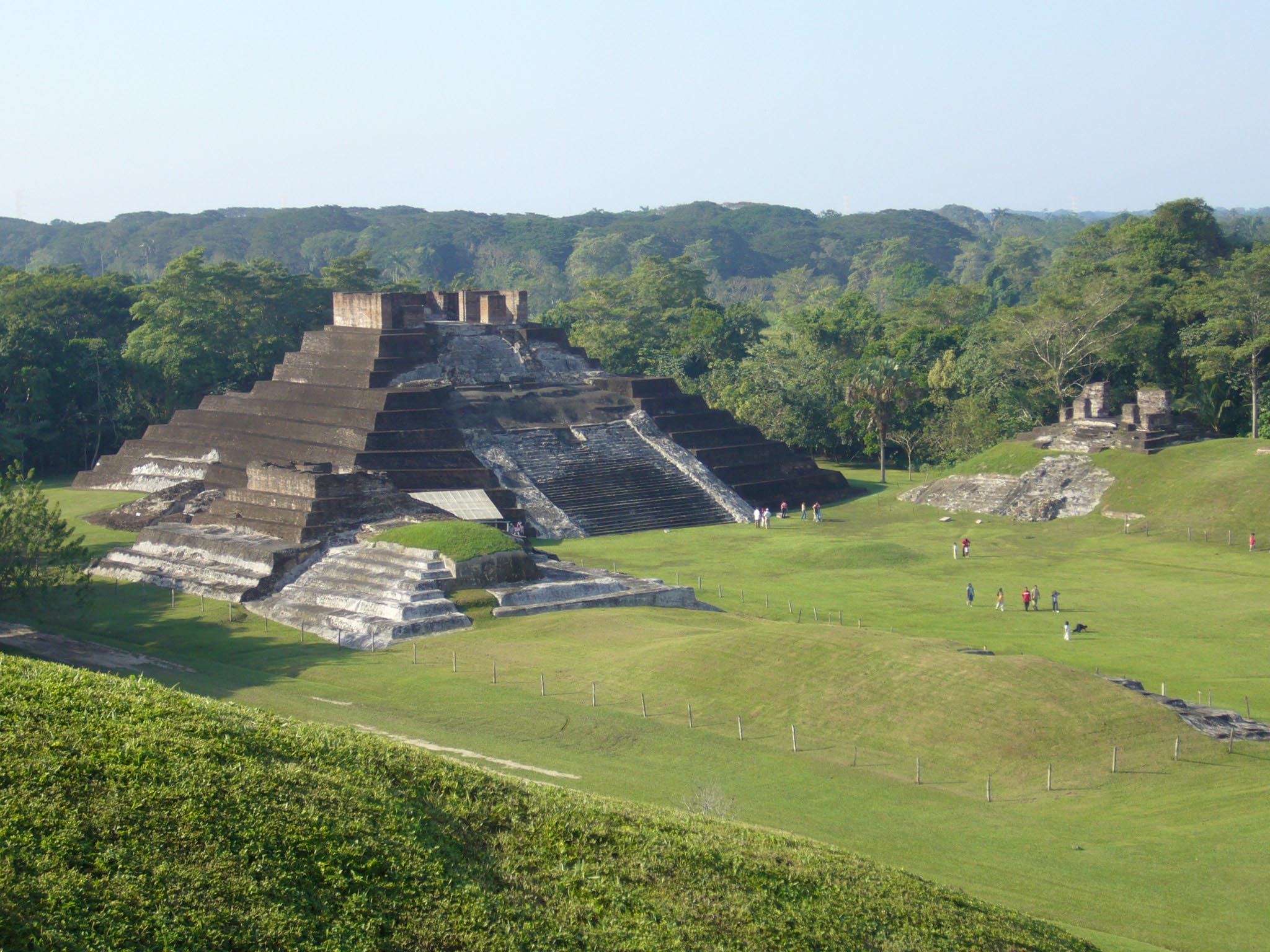
Zona arqueológica de Comalcalco

A Comalcalco se puede arribar por vía terrestre; hay en el municipio 295.30 kilómetros de carreteras, de los cuales 28.0 kilómetros son de carreteras federales pavimentadas y 267 kilómetros corresponden a carreteras estatales pavimentadas, de los que 202.0 kilómetros están pavimentados y 65.30 kilómetros se encuentran revestidos. En la totalidad de la red de carreteras en el municipio se han construido 109 puentes vehiculares.
Dentro de las principales carreteras que cruzan el municipio, destacan:
- Carretera federal n.º 187 Mal Paso - El Bellote, que comunica a la ciudad de Comalcalco con las ciudades de Heroica Cárdenas, Huimanguillo y Paraíso; así como con la carretera federal n.º 180 que comunica al resto del país.
- Carretera estatal Villahermosa - Comalcalco, que enlaza a la ciudad de Comalcalco con las ciudades de Jalpa de Méndez, Nacajuca y Villahermosa.
- Autopista estatal Reforma - Dos Bocas, que enlaza a la ciudad de Comalcalco con las ciudades de Paraíso, Cunduacan y Villahermosa.

## Turismo

### Zona arqueológica de Comalcalco
La zona Arqueológica de Comalcalco es el principal vestigio maya del estado de Tabasco, se localiza a escasos 2 km de la ciudad de Comalcalco. Se trata de la única ciudad maya construida con ladrillo cocido, y fijados con una mezcla a base de conchas de ostión molidas. Cuenta con una acrópolis principal, en la que se localiza el Templo 1 que es la pirámide principal, ahí está también el El Castillo.
La zona arqueológica de Comalcalco, cuenta con un museo de sitio en el que se exhiben piezas y mascarones encontradas en la zona arqueológica.

### Cupilco

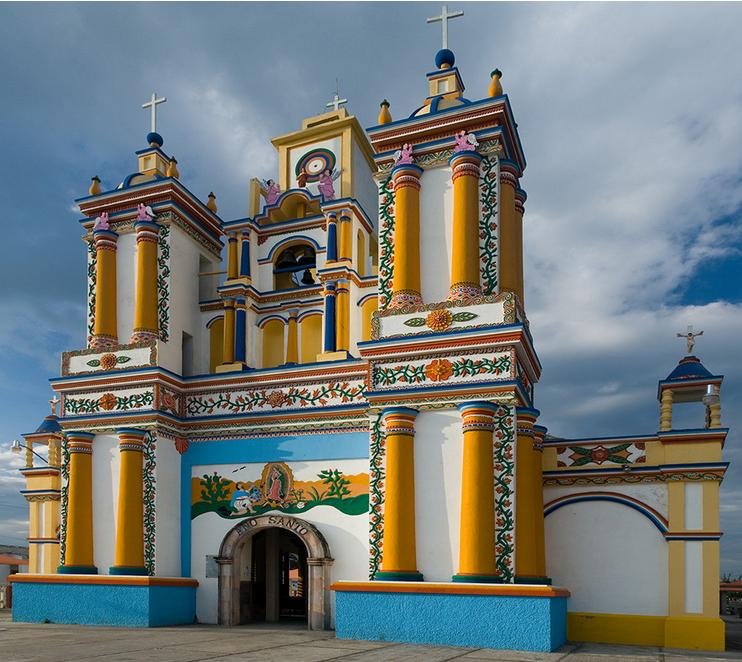
Iglesia de La Virgen de la Asunción en Cupilco.

El poblado de Cupilco se localiza a unos 20 km al sureste de la ciudad de Comalcalco sobre la carretera estatal Comalcalco - Villahermosa. Su principal atractivo lo constituye la Parroquia y Santuario La Asunción de María, la cual está adornada con llamativos colores y detalles de flores, que hacen alusión a la naturaleza y riqueza ancestral del lugar. Es una de las iglesias más famosas y fotografiadas del estado, por lo que su imagen aparece siempre en artículos promocionales, folletos y en exposiciones del estado de Tabasco.
Dentro de la misma localidad, actualmente se ha edificado en torno a la devoción por la Virgen de la Asunción, así como por la tradición oral, el Museo Comunitario de la Virgen de Cupilco. Este museo fue inaugurado el 1 de junio de 2013 y cuenta con el respaldo de la comunidad e investigadores voluntarios tanto nacionales e internacionales. En su interior podemos encontrar imágenes en mural de la historia oral de Cupilco, objetos etnográficos, objetos devocionales, un archivo de la palabra, una biblioteca y una fototeca, entre muchas otras colecciones.

### Hacienda La Luz
Antigua hacienda cacaotera construida en 1890, en la cual se pueden apreciar las plantaciones de cacao, el museo del cacao y chocolate "Otto Wolter Hayer", la fábrica de chocolates, la casa grande y la tienda de suvenires "Chocotour".

### Hacienda Jesús María
Su historia data desde 1917 cuando se adquirió, ya era una hacienda cacaotera. Pero fue hasta 1987 cuando se reabre comenzando a producir chocolate de manera industrial, y es así como surge la fábrica de chocolates Cacep.

### Otros sitios de interés
- Hacienda Cholula: Ubicada en la carretera Federal Comalcalco-Paraíso a la altura de la ranchería Norte 1.ª sección.[26]
- Iglesia de San Isidro Labrador: Ubicada en el parque principal de la Ciudad.
- Parque Juárez: Principal punto de reunión social en Comalcalco.
- Estadio Antonio Valenzuela Alamilla: En la ciudad de Comalcalco, fue inaugurado en 1980 por el entonces Gobernador Ing. Leandro Rovirosa Wade siendo  presidente Municipal el  MVZ. Bladimir Bustamante Sastré; ha sido casa del equipo de béisbol "Cacaoteros de Comalcalco" de la Liga Tabasqueña de Béisbol profesional, quienes se coronaron campeones en ese recinto en el año de 1982 derrotando en la serie final a su más acérrimo rival "Cangrejeros de Paraíso" por 4 juegos a 2, también en 1984 derrotando a los "Ganaderos de Tenosique" por 4 juegos a 0; igualmente albergó a los equipos de fútbol profesional de la 3.ª división del fútbol mexicano "Chocolateros de Comalcalco" y  "Cacaoteros de Tabasco" y ha sido sede de muchos conciertos de los artistas más famosos.[27]
- Plaza Chedraui Comalcalco: Es el primer centro comercial de Comalcalco, cuenta con una tienda Chedraui, una tienda Suburbia, un Cinépolis, un área de restaurantes y otros comercios.[28]

## Fiestas populares
- Feria Municipal: Se realiza en la cabecera municipal en el mes de mayo. Es llamada por sus habitantes como la mejor de la Chontalpa.[29][30]
- Fiesta en honor a la Virgen de la Asunción: Se realiza en el pueblo de Cupilco, del 1 al 15 de agosto. Entre sus actividades destacan: novenario de misas, procesiones, enramas, música de viento y tamborileros.[19]
- Fundación de Comalcalco: 27 de octubre, música en vivo y bailes culturales en el mercado 27 de Octubre y parque central.[31]

## Principales localidades
- Comalcalco: Cabecera municipal. En ésta se encuentran ubicados los principales servicios públicos del municipio y las representaciones estatales y federales. Las principales actividades económicas son: el comercio y la prestación de servicios. La población aproximada es de 43 035 habitantes y se localiza a 51 km de la capital del estado.
- Tecolutilla: Las principales actividades son agricultura y ganadería; hay importantes plantaciones de cacao, coco, pimienta y básicos. La distancia a la cabecera municipio es de 15 km y su población es de 30 734 habitantes.
- Chichicapa: La principal actividad es la agricultura, hay plantaciones de cacao, coco y pimienta. La distancia a la cabecera municipal es de 4.5 km y su población es de 7700 habitantes.
- Villa Aldama: La principal actividad es la agricultura. Hay plantaciones de cacao y coco. La distancia a la cabecera municipal es de 15 km y su población es de 5482 habitantes.
- Cupilco: Su principal actividad es la agricultura y comercio. Además de contar con una Iglesia muy visitada. Tiene 2811 habitantes.
- Zapotal 2a. Sección: La actividad principal es la producción de cacao, la ganadería y cuenta con una población de 1952 habitantes.
- Arroyo Hondo 4a. Sección: La actividad principal es la agricultura y ganadería. Tiene 1113 habitantes.

## Presidentes municipales
| Periodo de gobierno | Presidente municipal                                  | Partido político |
| 1940-1941           | Candelario Bosada Muñoz                               |                  |
| 1942-1943           | Manuel Ruiz Peralta                                   |                  |
| 1943-1946           | Heberto Moheno Bosada                                 |                  |
| 1946-1949           | Candelario Bosada Muñoz                               |                  |
| 1949-1952           | Julián Murillo Pulido                                 |                  |
| 1952-1955           | Carlos Echeverría Valenzuela                          |                  |
| 1955-1958           | José Sabino Dagdug Jahirala                           |                  |
| 1958-1961           | Salvador Peralta Escobar                              |                  |
| 1961-1964           | Teófilo Cacep Hadad                                   |                  |
| 1964-1967           | Adolfo Ferrer Lutzow                                  |                  |
| 1967-1970           | Ramón Magaña Romero                                   |                  |
| 1970-1973           | Álvaro Graniel Sastré                                 |                  |
| 1973-1976           | Rubén Darío Vidal Ramos                               |                  |
| 1976-1979           | Francisco Peralta Burelo                              |                  |
| 1979                | Jorge Peralta Peralta (interino)                      |                  |
| 1979-1982           | Bladimir Bustamante Sastré                            |                  |
| 1982-1985           | José Sabino Dagdug Jahirala                           |                  |
| 1985                | Eligio Granados Morán (interino)                      |                  |
| 1985                | Rosendo Peña García (interino)                        |                  |
| 1985-1988           | Isidro Filigrana Gracia                               |                  |
| 1988-1991           | Pedro Jiménez León                                    |                  |
| 1991-1994           | Oscar Cacep Peralta                                   |                  |
| 1994-1997           | Rogelio Rodríguez Javier                              |                  |
| 1997-2000           | Manuel Eugenio Graniel Cáceres                        |                  |
| 2000-2003           | José Manuel Copeland Gurdiel                          |                  |
| 2003-2006           | Gregorio Arias Pérez                                  |                  |
| 2006-2009           | Javier May Rodríguez (actualmente pertenece a MORENA) |                  |
| 2009-2012           | Alejandro Medina Custodio                             |                  |
| 2012-2015           | Héctor Peralta Grappin                                |                  |
| 2015                | Jesús Romero López (interino)                         |                  |
| 2015-2017           | Javier May Rodríguez                                  |                  |
| 2017-2018           | Arturo Merino Hernández                               |                  |
| 2018                | David Díaz Oropeza (interino)                         |                  |
| 2018-2020           | Lorena Méndez Denis                                   |                  |
| 2020-2021           | Rosa Margarita Graniel Zenteno (interina)             |                  |
| 2021-2024           | Gregorio Efraín Espadas Méndez                        |                  |
| 2024-2027           | Ovidio Salvador Peralta Suárez                        |                  |